# Puchar Chorwacji w piłce siatkowej mężczyzn (2020/2021)
Puchar Chorwacji w piłce siatkowej mężczyzn 2020/2021 (chor. Kup Hrvatske u odbojci za muškarce 2020/2021) – 28. sezon rozgrywek o siatkarski Puchar Chorwacji zorganizowany przez Chorwacki Związek Piłki Siatkowej (Hrvatski odbojkaški savez, HOS). Zainaugurowany został 21 listopada 2020 roku.
W rozgrywkach o Puchar Chorwacji wzięło udział 15 drużyn – 11 uczestników Superligi oraz czterech zwycięzców pucharów regionalnych. Rozgrywki składały się z 1/8 finału, ćwierćfinałów, półfinałów oraz finału. We wszystkich fazach rywalizacja toczyła się systemem pucharowym, a o awansie decydowało jedno spotkanie.
Finał odbył się 11 marca 2021 roku w hali sportowej Gradski vrt w Osijeku. Po raz drugi Puchar Chorwacji zdobył MOK Mursa Osijek, który w finale pokonał OK Ribola Kaštela. MVP finału wybrany został Macedończyk Stojan Iliew.

## System rozgrywek
Rozgrywki o Puchar Chorwacji w sezonie 2020/2021 składają się z 1/8 finału, ćwierćfinałów, półfinałów i finału. Nie jest grany mecz o 3. miejsce. Uczestniczy w nich 15 drużyn – 11 zespołów grających w Superlidze oraz zdobywcy pucharów regionalnych.
Przed każdą rundą odbywa się losowanie ustalające pary meczowe. Drużyny, które zajęły miejsca 1-8 w Superlidze w sezonie 2019/2020, nie mogą trafić na siebie w 1/8 finału. We wszystkich rundach o awansie decyduje jedno spotkanie.
| Grupa I                                             | Grupa I                |
| --------------------------------------------------- | ---------------------- |
| 1. miejsce w Superlidze w sezonie 2019/2020         | OK Ribola Kaštela      |
| 2. miejsce w Superlidze w sezonie 2019/2020         | HAOK Mladost Zagrzeb   |
| 3. miejsce w Superlidze w sezonie 2019/2020         | MOK Mursa Osijek       |
| 4. miejsce w Superlidze w sezonie 2019/2020         | MOK Rijeka             |
| 5. miejsce w Superlidze w sezonie 2019/2020         | OK Split               |
| 6. miejsce w Superlidze w sezonie 2019/2020         | OK Kitro Varaždin      |
| 7. miejsce w Superlidze w sezonie 2019/2020         | OK Sisak               |
| 9. miejsce w Superlidze w sezonie 2019/2020         | OKM Centrometal        |
| Grupa II                                            |                        |
| 10. miejsce w Superlidze w sezonie 2019/2020        | MOK Marsonia           |
| 11. miejsce w Superlidze w sezonie 2019/2020        | OK Zadar               |
| 12. miejsce w Superlidze w sezonie 2019/2020        | OK Rovinj              |
| Zdobywca Pucharu Regionu Północnego (Regije Sjever) | OK Sheeft              |
| Zdobywca Pucharu Regionu Południowego (Regije Jug)  | OK Bibinje             |
| Zdobywca Pucharu Regionu Wschodniego (Regije Istok) | MOK Željezničar Osijek |
| Zdobywca Pucharu Regionu Zachodniego (Regije Zapad) | OK Mlaka               |

## Drużyny uczestniczące
| Superliga (11 drużyn) | Superliga (11 drużyn) |
| --------------------- | --------------------- |
| HAOK Mladost Zagrzeb  | półfinał              |
| MOK Marsonia          | 1/8 finału            |
| MOK Mursa Osijek      | zwycięstwo            |
| MOK Rijeka            | ćwierćfinał           |
| OK Kitro Varaždin     | ćwierćfinał           |
| OK Ribola Kaštela     | finał                 |
| OK Rovinj             | 1/8 finału            |
| OK Sisak              | ćwierćfinał           |
| OK Split              | półfinał              |
| OK Zadar              | 1/8 finału            |
| OKM Centrometal       | ćwierćfinał           |

| 2. liga (4 drużyny)    | 2. liga (4 drużyny) |
| ---------------------- | ------------------- |
| MOK Željezničar Osijek | 1/8 finału          |
| OK Bibinje             | 1/8 finału          |
| OK Mlaka               | 1/8 finału          |
| OK Sheeft              | 1/8 finału          |

## Rozgrywki

### 1/8 finału
| 21.11.2020 17:45 (UTC+1) | OK Mlaka | 0:3 (11:25, 16:25, 12:25) | OK Ribola Kaštela | Dvorana Mladosti, Rijeka Sędziowie: Želimir Kušljić i Bojan Brlas |

| 21.11.2020 17:00 (UTC+1) | OK Bibinje | 0:3 (12:25, 5:25, 6:25) | HAOK Mladost Zagrzeb | Osnovna škola Stjepana Radića, Bibinje Sędziowie: Dinko Ninić i Ivica Špadina |

| 03.12.2020 20:45 (UTC+1) | MOK Željezničar Osijek | 1:3 (22:25, 17:25, 26:24, 15:25) | MOK Mursa Osijek | Dvorana Gradski vrt, Osijek Sędziowie: Anto Mijić i Damir Pišćak |

| 21.11.2020 17:00 (UTC+1) | OK Zadar | 0:3 (16:25, 23:25, 18:25) | MOK Rijeka | Dvorana Krešimir Ćosić, Zadar Sędziowie: Toni Bingula i Tin Vedriš |

| 21.11.2020 15:30 (UTC+1) | OK Sheeft | 0:3 (14:25, 14:25, 20:25) | OK Split | Dvorana Boško Božić Pepsi, Zagrzeb Sędziowie: Igor Pihler i Tajana Kramar Šandl |

| 21.11.2020 20:00 (UTC+1) | MOK Marsonia | 1:3 (25:23, 20:25, 20:25, 20:25) | OK Kitro Varaždin | Dvorana Vijuš, Slavonski Brod Sędziowie: Damir Horvat i Bruno Muha |

|  | — | wolny los | OK Sisak |  |

| 03.12.2020 18:00 (UTC+1) | OK Rovinj | 2:3 (25:23, 19:25, 27:25, 19:25, 13:15) | OKM Centrometal | Dvorana Gimnasium, Rovinj Sędziowie: Dalibor Tota i Goran Brozić |

### Ćwierćfinały
| 05.12.2020 18:00 (UTC+1) | OK Sisak | 0:3 (22:25, 17:25, 16:25) | OK Ribola Kaštela | Dvorana Brezovica, Sisak Sędziowie: Luka Humski i Tajana Kramar Šandl |

| 05.12.2020 17:00 (UTC+1) | OK Kitro Varaždin | 0:3 (17:25, 17:25, 16:25) | HAOK Mladost Zagrzeb | Gradska dvorana Varaždin, Varaždin Sędziowie: Ksenija Jurković i Antonio Pavičić |

| 16.12.2020 20:00 (UTC+1) | OKM Centrometal | 0:3 (20:25, 13:25, 18:25) | MOK Mursa Osijek | NGC Aton, Nedelišće Sędziowie: Tin Vedriš i Luka Humski |

| 05.12.2020 19:00 (UTC+1) | OK Split | 3:1 (32:30, 18:25, 25:16, 25:13) | MOK Rijeka | Športski centar Poljud, Split Sędziowie: Ivica Špadina i Dinko Ninić |

### Półfinały
| 10.02.2021 20:00 (UTC+1) | MOK Mursa Osijek | 3:1 (26:28, 26:24, 25:19, 26:24) | OK Split | Dvorana Gradski vrt, Osijek Sędziowie: Toni Bingula i Tin Vedriš |

| 16.02.2021 18:00 (UTC+1) | OK Ribola Kaštela | 3:2 (22:25, 25:20, 16:25, 25:22, 15:10) | HAOK Mladost Zagrzeb | Gradska dvorana Kaštela, Kaštel Stari Sędziowie: Milan Rajković i Ana Stipaničev Matečić |

### Finał
| 11.03.2021 17:00 (UTC+1) | MOK Mursa Osijek | 3:1 (17:25, 25:23, 25:20, 25:22) | OK Ribola Kaštela | Dvorana Gradski vrt, Osijek Sędziowie: Goran Brozić i Milan Rajković |